# الاقتصاد التطوري
الاقتصاد التطوري (بالإنجليزية: Evolutionary economics) هو مدرسة فكرية اقتصادية مستوحاة من علم الأحياء التطوري، لا يًحدد هذا النوع من الاقتصاد بمجموعة مبادئ صارمة فهو دمج لنماذج متنوعة، إلا أنه يتعامل مع التنمية الاقتصادية باعتبارها عملية متكاملة لا توازن، ويؤكد على التغيير (النوعي، والتنظيمي، والبنيوي [الإنجليزية]
)، والابتكار، والترابطات المعقدة، والأنظمة ذاتية التطور، والعقلانية المحدودة كمحركات للتطور الاقتصادي. برز دعم النهج التطوري في الاقتصاد في العقود الأخيرة في البداية كنقد للاقتصاد الكلاسيكي الحديث السائد ولكنه أصبح مع بداية القرن الحادي والعشرين جزءًا لا يتجزأ من التيار الاقتصادي السائد نفسه.
لا يُعتبر الاقتصاد التطوري صاحب قرارات ثابتة بل يُركز على العمليات غير المتوازنة التي تثير تداعيات في الاقتصاد من الداخل مع مراعاة الترابط والتغذية الراجعة. تنشأ هذه العمليات بدورها من أفعال فاعلين متنوعين يتمتعون بعقلانية محدودة وقد يتعلمون من التجارب والتفاعلات وتُسهم اختلافاتهم في التغيير.

## جذور الاقتصاد التطوري

### الظهور المبكر

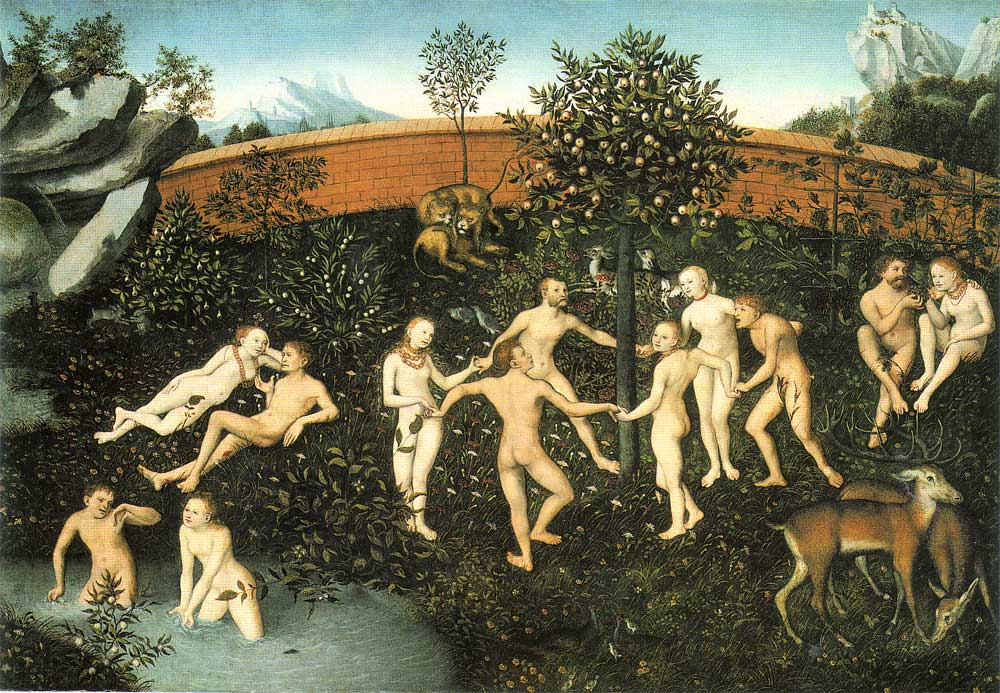
من السلام والوئام... (لوكاس كراناخ, العصر الذهبي, 1530)

فكرة تطوّر المجتمع البشري موجودة منذ القديم وتلاحق المجتمعات منذ وجودها، وصف الشاعر اليوناني هسيود والذي يُعتقد أنّه أول شاعر غربي كتب الشعر؛ وصف الإنسان بخمسة عصور: العصر الذهبي والعصر الفضي والعصر البرونزي والعصر البطولي [الإنجليزية]
 والعصر الحديدي، علماء اليوم بعتبرون أفكاره أحد دعائم الفكر الاقتصادي المبكر.
يتجلى هذا المفهوم أيضًا في كتاب "التحولات" للشاعر الروماني القديم أوفيد. وتشمل عصوره الأربعة التقدم التكنولوجي: ففي العصر الذهبي لم يكن البشر يعرفون الفنون والحرف، بينما بحلول العصر الحديدي تعلم الناس الزراعة والعمارة والتعدين والملاحة والحدود الوطنية لكنهم أصبحوا أيضًا عنيفين وجشعين. لم يكن هذا المفهوم حكرًا على الحضارتين اليونانية والرومانية (بل أيضًا في دورات اليوغا [الإنجليزية]
 في الهندوسية، والعصور الثلاثة في البوذية [الإنجليزية]
، والشموس الخمس [الإنجليزية]
 عند الآزتك)، ولكن السمة المشتركة هي الطريق نحو البؤس والدمار حيث يصاحب التقدم التكنولوجي انحطاط أخلاقي.

### العصور الوسطى وأوائل العصر الحديث

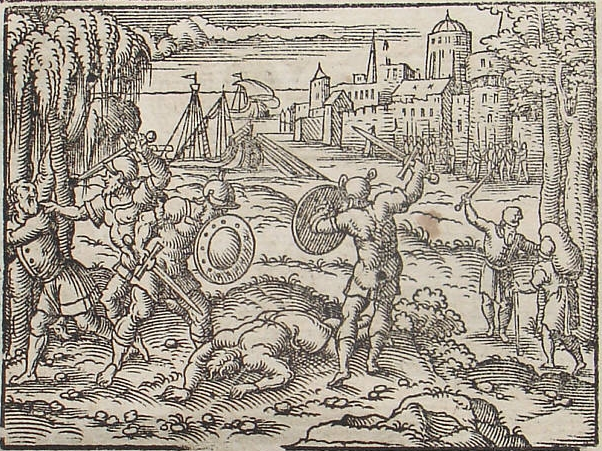
... إلى الحرب والحزن فيرجيل سوليس, العصر الجليدي, 1581

تأثرت وجهات النظر في العصور الوسطى حول المجتمع والاقتصاد والسياسة (على الأقل في أوروبا والعصر الإسلامي) بالأعراف والتقاليد الدينية. وناقش العلماء الكاثوليك والمسلمون مدى ملاءمة بعض الممارسات الاقتصادية مثل الربا من الناحية الأخلاقية. ونظروا إلى موضوع التغيرات من منظور وجودي مثلاً اعتبر أوغسطينوس الزمن ظاهرة كونية خلقها الله ومقياسًا للتغير، بينما الله موجود خارج الزمن.
كان كتاب "اللفياثان " لتوماس هوبز مساهمة رئيسية في وجهات النظر حول تطور المجتمع فالإنسان وفقًا لهوبز مادة تتحرك وفقًا لشهواتها ورغباتها، وبسبب هذه الرغبات الكثيرة وندرة الموارد، فإن الحالة الطبيعية للإنسان هي حرب الجميع ضد الجميع:
ومن أجل التغلب على هذه الفوضى الطبيعية، رأى هوبز أنه من الضروري فرض ضبط نهائي في شكل حاكم.

### التنمية الاقتصادية والحالة الطبيعية والتطور الاجتماعي
يُعد كتاب ثروة الأمم لآدم سميث عملاً بارزاً من نواحٍ عديدة، وقد قدّم وصفاً للتنمية الاقتصادية عبر تاريخ البشرية بالإضافة إلى رؤى حول طبيعة هذا التطور. في الجزء الثالث «حول تطور الرخاء المختلف في مختلف الأمم» يُشدد سميث باستمرار على أهمية النظام الطبيعي للأشياء الذي تتبعه التحسينات الاقتصادية، ويُظهر سلسلة التغذية الراجعة التي تُمكّن الاقتصادات من التقدم أكثر بناءً على ما تم إنجازه. يتماشى هذا مع مفهوم الحقوق الطبيعية الذي شاركه مفكرو عصر التنوير الآخرون، مثل جون لوك ومونتسكيو.
هناك وجهة نظر مختلفة نوعًا ما طرحها اشتراكيين بارزين في القرن التاسع عشر، اعتبروا الأنظمة الاقتصادية والسياسية نتاجًا للتطور الاجتماعي (على النقيض من مفاهيم الحقوق الطبيعية والأخلاق). في كتابه "ما هي الملكية؟"، أشار بيير جوزيف برودون:
وهكذا، في مجتمع معين، تكون سلطة الإنسان على الإنسان متناسبة عكسيا مع مرحلة التطور الفكري التي وصل إليها ذلك المجتمع.
استخدم كارل ماركس هذا النهج أيضًا، ففي رأيه على مر التاريخ ستحل الأنظمة الاقتصادية المتفوقة محل الأنظمة الأدنى ذلك لأن الأنظمة الأدنى ستُعاني من تناقضات داخلية وانعدام كفاءة جعلا استمرارها مستحيلًا على المدى الطويل. في تفسير ماركس حلت الرأسمالية محل الإقطاع، والتي ستحل الاشتراكية محلها في نهاية المطاف.

## الاقتصاد التطوري باعتباره مجال دراسة منفصل

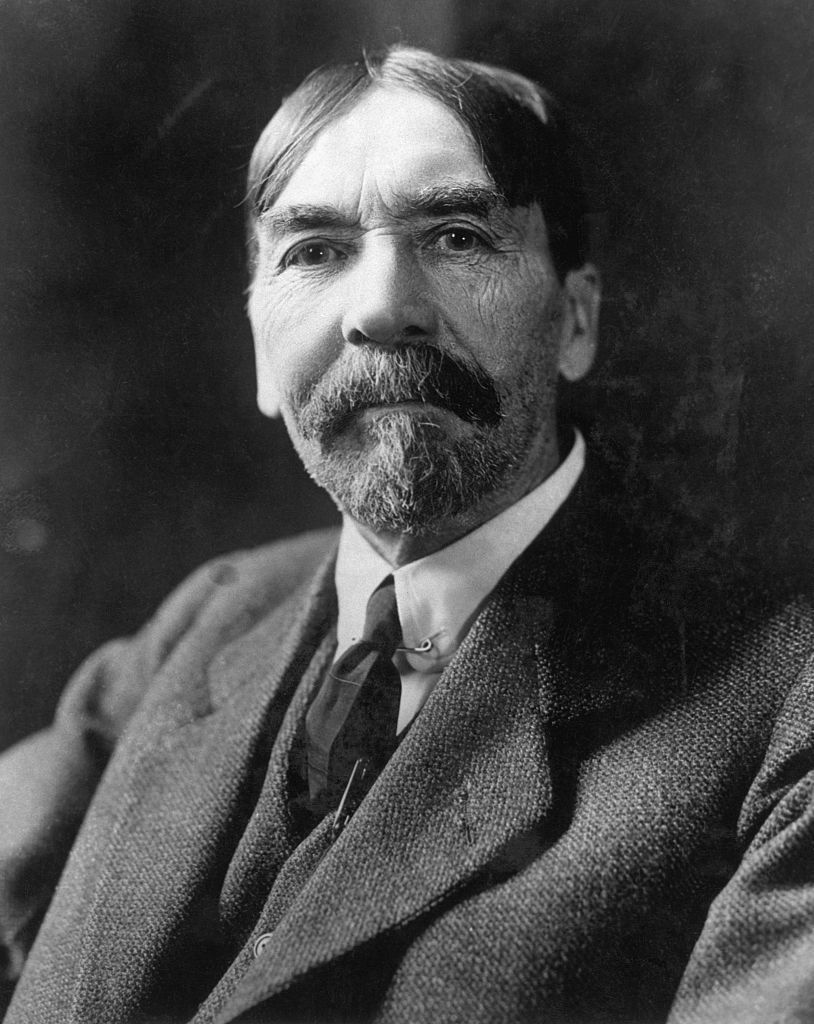
يعتبر الكثيرون ثورستين فيبلين (1857-1929) "أبا" الاقتصاد التطوري.

يُعتقد أن ثورستين فيبلين أول من صاغ مصطلح "الاقتصاد التطوري". فقد رأى ضرورة مراعاة التنوع الثقافي في منهجه الاقتصادي؛ إذ لا يمكن الاستناد إلى "طبيعة بشرية" عالمية لتفسير تنوع المعايير والسلوكيات التي أثبت علم الأنثروبولوجيا الجديد أنها القاعدة لا الاستثناء. كما جادل بأن المؤسسات الاجتماعية تخضع لعملية اختيار وأن على علم الاقتصاد تبني نظرية داروين.
تخلى أتباع فيبلين بسرعة عن إرثه التطوري. وعندما عادوا أخيرًا إلى استخدام مصطلح "التطوري" أشاروا إلى التطور والتغيير بشكل عام دون معناه الدارويني. باحثون آخرون مثل جوزيف شومبيتر درسوا ريادة الأعمال والابتكار باستخدام هذا المصطلح ولكن ليس بالمعنى الدارويني. كما استخدم فريدريش فون هايك عناصر النهج التطوري خاصةً عند انتقاد "الغرور القاتل [الإنجليزية]
" للاشتراكيين الذين اعتقدوا أنهم يستطيعون ويجب عليهم تصميم مجتمع جديد مع تجاهل الطبيعة البشرية. ومع ذلك، بدا أن هايك يرى نظرية داروين ليس كثورة في حد ذاتها بل كخطوة وسيطة في خط التفكير التطوري. كان هناك مساهمون بارزون آخرون في النهج التطوري في الاقتصاد مثل أرمن ألشيان الذي جادل بأنه في مواجهة عدم اليقين وغموض المعلومات الكاملة [الإنجليزية]
 تتكيف الشركات مع البيئة بدلاً من السعي لتحقيق أقصى قدر من الربح.

### نظرية التطور في التغير الاقتصادي وما بعده

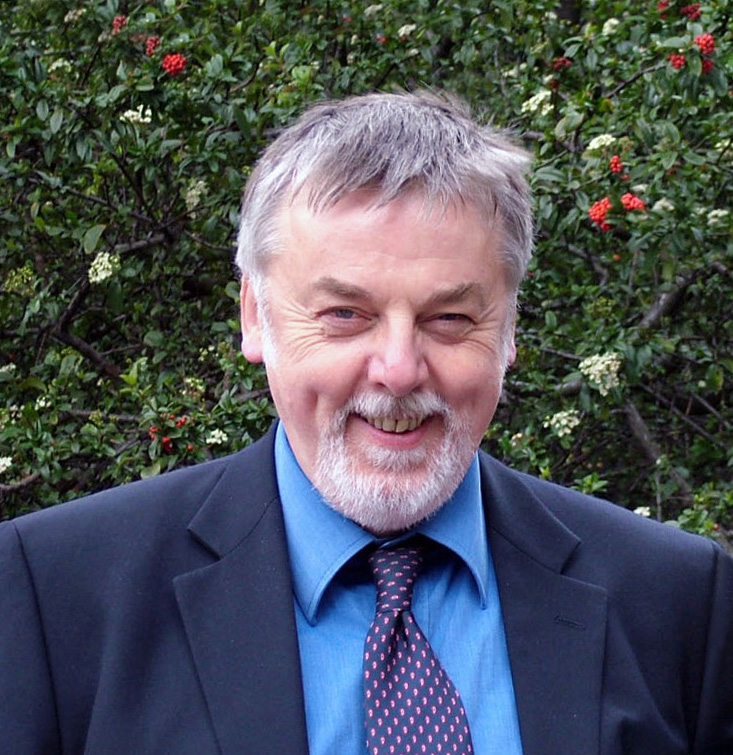
جيفري هودجسون

شكّل نشر كتاب "نظرية التطور في التغير الاقتصادي" لريتشارد نيلسون وسيدني وينتر عام 1982 نقطة تحول في مجال الاقتصاد التطوري. مستوحىً من عمل ألكيان حول عملية اتخاذ القرار في الشركات في ظل عدم اليقين، ونظرية سلوك الشركة لريتشارد سايرت [الإنجليزية]
 وجيمس مارش. وضع نيلسون ووينتر نظرية تطورية شاملة لسلوك الأعمال بالاعتماد على مفهوم الانتقاء الطبيعي حيث تعمل الشركات بناءً على روتينات تنظيمية تُقيّمها وقد تُغيّرها أثناء عملها في بيئة انتقاء مُحددة. بعد ذلك اهتم الاقتصاد التطوري كما أشار نيكولاي فوس، بـ"تحويل الهياكل القائمة بالفعل وظهور وانتشار المستجدات المحتملة". واعتُبرت الاقتصادات نظامًا معقدًا نتيجة للتفاعلات السببية (غير الخطية والفوضوية) بين مختلف العوامل والكيانات ذات الخصائص المتنوعة. بدلًا من المعلومات الكاملة والعقلانية وأصبح مفهوم هربرت سيمون للعقلانية المحدودة سائدًا.
بحلول تسعينيات القرن العشرين ذكر جيفري هودجسون:

## التطور الحالي

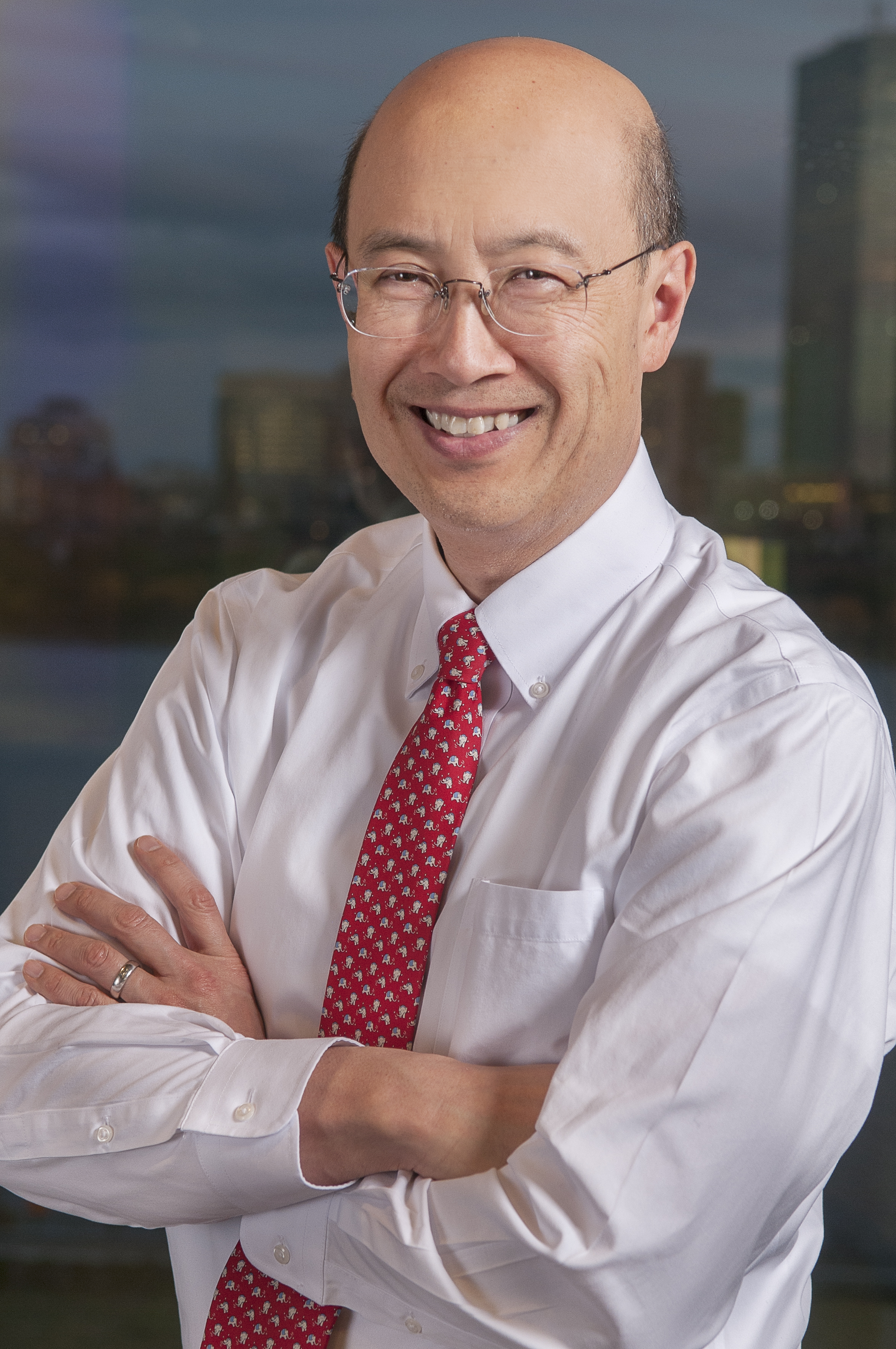
أندرو لو

استُكشف دور القوى التطورية في عملية التنمية الاقتصادية على مدار التاريخ البشري بشكل أعمق خلال العقود الماضية مثلاً وصف باول روبين الشذوذات الظاهرة في عملية صنع القرار، مثل انتهاك مبدأ التعظيم أو اتباع أسلوب التفكير الصفري أو نفور المنافسة والتجارة الحرة، قد تكون نتيجة لتطور الدماغ البشري. ومن المفاهيم الأخرى التي تناولها روبين وزملاؤه من خلال منظور التحليل التطوري
دالة المنفعة، والتي يمكن تمثيلها أساسًا كدالة تطور اللياقة البدنية.
ظهرت أيضًا عناصر من النهج التطوري في الاقتصاد المالي ففي بداية القرن الواحد والعشرين اقترح أندرو لو فرضية السوق التكيفية وهي امتداد لفرضية السوق الكفؤة التي تُعامل وكلاء السوق المالية باعتبارهم "أنواع" موجودة في بيئة معينة(مثل عدد المنافسين وفرص الربح) وتتصرف وفقًا لذلك. لا تنكر هذه الفرضية إمكانية وجود توازنات سوق مالية كفؤة ولكنها تُشير بالضرورة إلى أن حالات أخرى قد تنشأ وتتطور نتيجةً للتكيف والانتقاء الطبيعي. على الرغم من حداثة فرضية اقترح أندرو لو فقد خضعت بالفعل لاختبارات تجريبية في عدد من الحالات مثل تحليل تأثير الأعياد الدينية والأنظمة السياسية على الأسواق المالية في الدول الإسلامية أو تطور سوق بيتكوين.

### نظرية النمو الموحد
قدّم أوديد جالور [الإنجليزية]

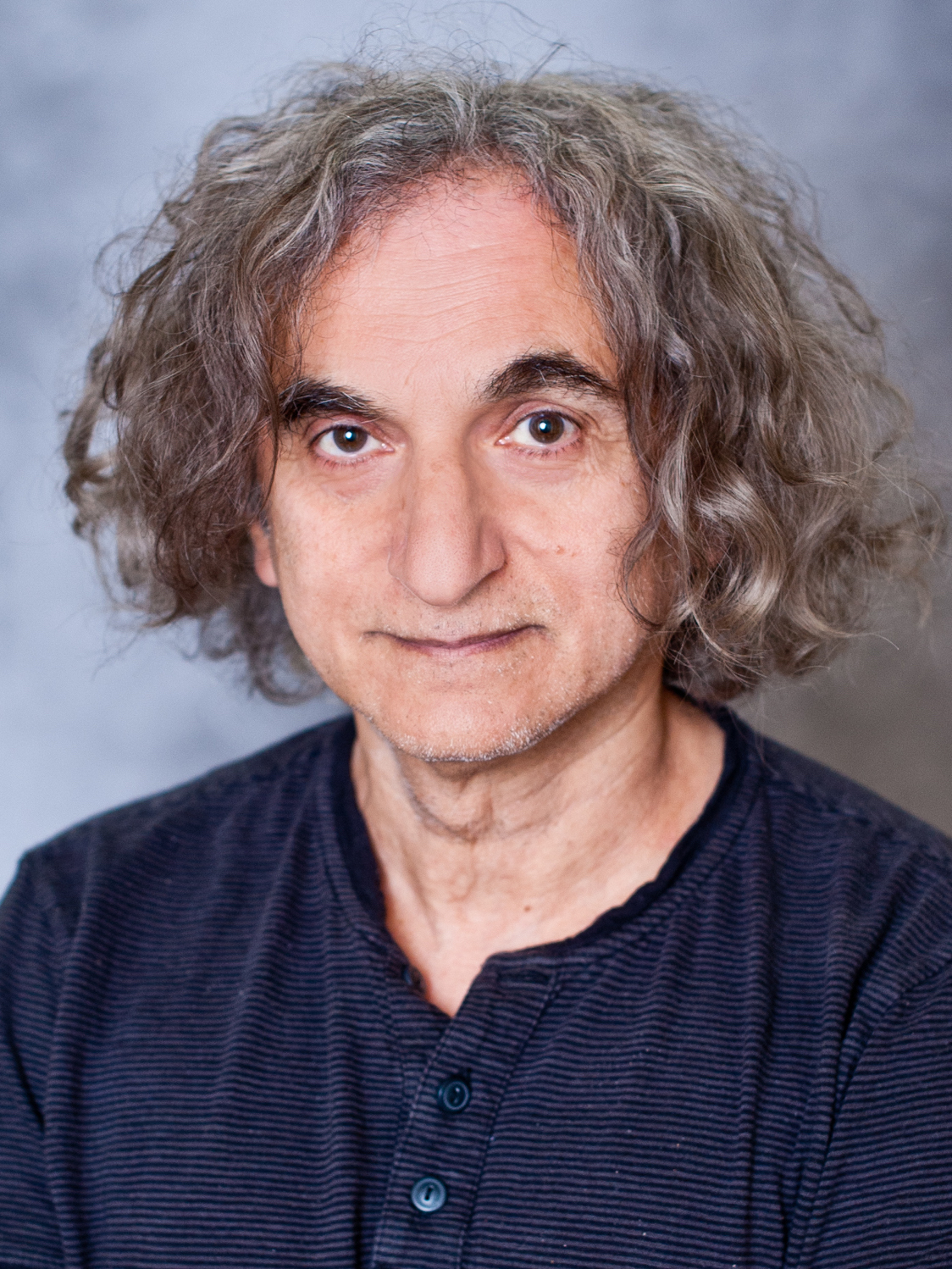
يشتهر أوديد جالور بنظرية النمو الموحد، ويستخدم مبادئ تنتمي للاقتصاد التطوري.

 وزملاؤه مساهمةً كبيرةً في فهم الاقتصادات كأنظمةٍ دائمة التطور. يصوّر جالور النمو والتطور الاقتصاديين عبر التاريخ البشري كعمليةٍ مستمرةٍ مدفوعةٍ بالتقدم التكنولوجي وتراكم رأس المال البشري، بالإضافة إلى تراكم السمات البيولوجية والاجتماعية والثقافية التي تُفضي إلى مزيدٍ من التطور.
وفقًا لنموذج جالور فإن التقدم التكنولوجي في العصور المبكرة للبشرية (خلال العصر المالتوسي بموارد محدودة ومستويات دخل قريبة من مستوى الكفاف) سيؤدي إلى زيادة في عدد السكان مما سيُسرّع بدوره التقدم التكنولوجي نتيجةً لظهور أفكار جديدة وزيادة الطلب عليها. في مرحلة ما سيتطلب التقدم التكنولوجي مستويات أعلى من التعليم وسيولّد طلبًا على القوى العاملة المتعلمة، بعد ذلك سينتقل الاقتصاد إلى مرحلة جديدة تتميز بالتحول الديموغرافي (نظرًا لأن الاستثمار في عدد أقل من الأطفال، على الرغم من تكلفته العالية، سيحقق عوائد أعلى) والنمو الاقتصادي المستدام. تترافق هذه العملية مع تحسينات في مستويات المعيشة ووضع الطبقة العاملة باعتبارها ضرورية لاستكمال التقدم التكنولوجي (على عكس ماركس وأتباعه الذين توقعوا المزيد من إفقارها)، ووضع المرأة، مما يمهد الطريق لمزيد من التحسينات الاجتماعية وتحسين المساواة بين الجنسين. هذه العناصر المترابطة تسهل بعضها البعض مما يخلق عملية موحدة للنمو والتطور، على الرغم من أن الوتيرة قد تختلف باختلاف المجتمعات.
في كتابه رحلة البشرية: أصول الثروة وعدم المساواة (2022)، يقدم جالور بعض البيانات التي تعزز نهجه التطوري:
«لنفترض... عشيرتين كبيرتين: الكوانتي والكوالي... لنفترض أن أسر الكوانتي تنجب في المتوسط أربعة أطفال لكل منها، اثنان منهم فقط يصلان إلى سن الرشد ويجدان شريكًا للإنجاب. في حين أن أسر الكوالي تنجب في المتوسط طفلين فقط لكل منها، لأن ميزانيتها لا تسمح لها بالاستثمار في تعليم وصحة أطفال إضافيين [كذا!]، ومع ذلك، وبفضل الاستثمار الذي يقومون به، لا يصل كلا الطفلين إلى سن الرشد ويجدان شريكًا للإنجاب فحسب، بل يجدان أيضًا وظائف في مهن تجارية تتطلب مهارات مكثفة... لنفترض الآن أن المجتمع الذي يعيشون فيه هو مجتمع يعزز فيه التطور التكنولوجي الطلب على خدمات الحدادين والنجارين وغيرهم من الحرف التي يمكنها تصنيع الأدوات والآلات الأكثر كفاءة. هذه الزيادة في القدرة على الكسب من شأنها أن تضع عشيرة الكوالي في ميزة تطورية مميزة. في غضون جيل أو جيلين، من المرجح أن تتمتع عائلاتهم بدخل أعلى وتجمع موارد أكبر.»

## انتقادات
منتقدو التيار السائد في الكلاسيكية الجديدة رحبوا بظهور الاقتصاد التطوري الحديث. لكن نهج نيلسون وونتر أثار أيضًا موقفًا نقديًا من اقتصاديين آخرين غير تقليديين. بعد عام من نشر نظرية التطور في التغيير الاقتصادي، أعرب فيليب ميروفسكي [الإنجليزية]
 عن شكوكه في أن هذا الإطار يمثل بحثًا اقتصاديًا تطوريًا حقيقيًا (أي على غرار فيبلين) وليس مجرد شكل من أشكال المنهجية الكلاسيكية الجديدة، خاصة وأن المؤلفين اعترفوا بأن إطارهم يمكن أن يشمل الأرثوذكسية الكلاسيكية الجديدة. يدعي بعض المؤسسيين الفبلينيين أن هذا الإطار ليس سوى "تعديل وقائي للاقتصاد الكلاسيكي الجديد ويتناقض مع اقتصاد فيبلين التطوري". ومن العيوب المحتملة الأخرى (التي يعترف بها أنصار الاقتصاد التطوري الحديث) أن المجال غير متجانس، دون تقارب في نهج متكامل.

## مجالات مقاربة

### علم النفس التطوري
علم النفس التطوري هو منهج نظري في علم النفس يدرس الإدراك والسلوك من منظور تطوري حديث. ويسعى إلى تحديد التكيفات النفسية البشرية فيما يتعلق بالمشكلات التي تطورت، من هنا تُعدّ السمات والآليات النفسية إما نتاجًا وظيفيًا للانتقاء الطبيعي والجنسي، أو نتاجًا ثانويًا غير تكيفي لسمات تكيفية أخرى. ويمكن أيضًا النظر إلى المفاهيم الاقتصادية من خلال هذه الجوانب، يُعتبر باول روبين من أهم المُنظرين في هذا الاتجاه.

### اللعبة التطورية
نظرية الألعاب التطورية هي تطبيق لنظرية الألعاب على تطور المجتمعات في علم الأحياء. تُحدد هذه النظرية إطارًا للمسابقات والاستراتيجيات والتحليلات التي يُمكن من خلالها صياغة نموذج للمنافسة الداروينية. نشأت هذه النظرية عام 1973 على يد جون ماينارد سميث وجورج ر. برايس من خلال صياغة المسابقات رسميًا، وتحليلها كاستراتيجيات، والمعايير الرياضية التي يُمكن استخدامها للتنبؤ بنتائج الاستراتيجيات المتنافسة.
ساعدت نظرية الألعاب التطورية في تفسير أساس السلوكيات الإيثارية في التطور الدارويني. وقد أصبحت بدورها موضع اهتمام علماء الاجتماع والأنثروبولوجيا والفلاسفة والاقتصاديين.